# Carausius
Marcus Aurelius Mausaeus Carausius (død 293 e.Kr.) var romersk feltherre under kejser Diokletian (284-305) og denes medkejser Maximian (286-305) og selvudnævnt britisk-romersk oprørskejser med støtte fra den britanniske hær 286-293.
I 284 kæmpede han som romersk soldat i Gallien (nu Frankrig), hvor han udmærkede sig i kamp. Han avancerede til feltherre ved 
Den Engelske Kanal med base i Boulogne. Hans opgave var at undertrykke og kontrollere frankiske og saksiske pirater. 
De romerske kejsere mistænkte imidlertid Carausius for at svigte sin opgave og sít romerske bagland ved at beholde en del af piraternes bytte. Han lod piraterne passere, så de kunne plyndre, hvorefter han beslaglagde byttet. En straffeekspedition blev sendt mod Carausius, og Maximian dømte ham til døden, men feltherren flygtede til England med sine trofaste tropper, og i 286 udnævnte han sig til kejser over Britannien med sine troppers støtte.
286-290 mestrede Carausius at forsvare sig som selvudnævnt kejser af Britannien, hvorefter Diokletian og Maximian opgav straffeekspeditionen og accepterede hans position i 290.
I 293 fravristede Constantinus I (underkejser under Maximian) Carausius kejsermagten og smed ham ud af Boulogne-området. Samme år blev Carausius myrdet af sin rationalis (finansminister) Allectus, som overtog hans trone i tre år.